# 深水尾魟屬
深水尾魟屬，是板鰓亞綱燕魟目的其中一科所含唯一属。僅有一種，即達氏近魟又稱達氏深水尾魟(Plesiobatis daviesi)。
吻长，体盘长为吻长2.8倍：前鼻瓣联合为一长方形口盖，边缘细裂为锯齿状；尾长稍小于体盘长。